# Louis de Launay
Louis Auguste Alphonse de Launay, född 19 juli 1860 i Paris, död 30 juni 1938, var en fransk geolog.
Launay var professor vid École des mines, vid École nationale des ponts et chaussées och vid École des sciences politiques och utövade ett rikt författarskap både i teoretisk och praktisk geologi, särskilt om olika länders mineraltillgångar och deras nationalekonomiska betydelse. Under resor i Skandinavien studerade han de svenska järnmalmsförekomsterna och lämnade 1903 i "Annales des mines" en sammanfattande framställning av dem. Bland de handböcker, som han utgett, märks en mycket förtjänstfull Géologie de France (1921). Han blev ledamot av Institut de France 1912.